# ويني هولزمان
ويني هولزمان (بالإنجليزية: Winnie Holzman)‏ هي واضعة كلمات الأوبرا وكاتبة سيناريو وممثلة أمريكية، ولدت في 18 أغسطس 1954 في مانهاتن في الولايات المتحدة.

## وصلات خارجية
- ويني هولزمان على موقع IMDb (الإنجليزية)
- ويني هولزمان على موقع ألو سيني (الفرنسية)
- ويني هولزمان على موقع ميوزك برينز (الإنجليزية)
- ويني هولزمان على موقع أول موفي (الإنجليزية)
- ويني هولزمان على موقع قاعدة بيانات برودواي على الإنترنت (الإنجليزية)
- ويني هولزمان على موقع قاعدة بيانات الأفلام السويدية (السويدية)
- ويني هولزمان على موقع قاعدة بيانات الفيلم (الإنجليزية)
- ويني هولزمان على موقع كينوبويسك (الروسية)